# Leichtathletik-Weltmeisterschaften 2013/Teilnehmer (Bulgarien)
| Gelbes Symbol für Goldmedaillen mit stilisierten Olympischen Ringen | Graues Symbol für Silbermedaillen mit stilisierten Olympischen Ringen | Braundes Symbol für Bronzemedaillen mit stilisierten Olympischen Ringen |
| ------------------------------------------------------------------- | --------------------------------------------------------------------- | ----------------------------------------------------------------------- |
| —                                                                   | —                                                                     | —                                                                       |

Der Leichtathletik-Verband Bulgariens stellte bei den Leichtathletik-Weltmeisterschaften 2013 in der russischen Hauptstadt Moskau je fünf Teilnehmerinnen und Teilnehmer.

## Ergebnisse

### Männer

#### Laufdisziplinen
| Athlet         | Disziplin        | Vorlauf     | Vorlauf | Halbfinale         | Halbfinale         | Finale             | Finale             |
| Athlet         | Disziplin        | Zeit        | Platz   | Zeit               | Platz              | Zeit               | Platz              |
| -------------- | ---------------- | ----------- | ------- | ------------------ | ------------------ | ------------------ | ------------------ |
| Denis Dimitrow | 100 m            | 10,29 s     | 30      | nicht qualifiziert | nicht qualifiziert | nicht qualifiziert | nicht qualifiziert |
| Mitko Zenow    | 3000 m Hindernis | 8:32,49 min | 24      |                    |                    | nicht qualifiziert | nicht qualifiziert |

#### Sprung/Wurf
| Athlet             | Disziplin   | Qualifikation | Qualifikation | Finale             | Finale             |
| Athlet             | Disziplin   | Weite/Höhe    | Platz         | Weite/Höhe         | Platz              |
| ------------------ | ----------- | ------------- | ------------- | ------------------ | ------------------ |
| Slatosar Atanassow | Dreisprung  | 16,21 m       | 19            | nicht qualifiziert | nicht qualifiziert |
| Wiktor Ninow       | Hochsprung  | DNS           | DNS           | –––                | –––                |
| Georgi Iwanow      | Kugelstoßen | 20,40 m       | 6             | 20,39 m            | 8                  |

### Frauen

#### Laufdisziplinen
| Athletin         | Disziplin        | Vorlauf        | Vorlauf | Halbfinale | Halbfinale | Finale             | Finale             |
| Athletin         | Disziplin        | Zeit           | Platz   | Zeit       | Platz      | Zeit               | Platz              |
| ---------------- | ---------------- | -------------- | ------- | ---------- | ---------- | ------------------ | ------------------ |
| Iwet Lalowa      | 100 m            | 11,18 s        | 10      | 11,10 s    | 9          | nicht qualifiziert | nicht qualifiziert |
| Iwet Lalowa      | 200 m            | 22,92 s        | 16      | 22,81 s    | 9          | nicht qualifiziert | nicht qualifiziert |
| Wanja Stambolowa | 400 m Hürden     | 55,91 s        | 14      | 56,58 s    | 15         | nicht qualifiziert | nicht qualifiziert |
| Silwija Danekowa | 3000 m Hindernis | 9:35,66 min NR | 5       |            |            | 9:58,57 min        | 14                 |

#### Sprung/Wurf
| Athletin             | Disziplin   | Qualifikation | Qualifikation | Finale             | Finale             |
| Athletin             | Disziplin   | Weite/Höhe    | Platz         | Weite/Höhe         | Platz              |
| -------------------- | ----------- | ------------- | ------------- | ------------------ | ------------------ |
| Mirela Demirewa      | Hochsprung  | 1,83 m        | 26            | nicht qualifiziert | nicht qualifiziert |
| Radoslawa Mawrodiewa | Kugelstoßen | 17,34 m       | 19            | nicht qualifiziert | nicht qualifiziert |